# Огненноспинный цветоед
Огненноспинный цветоед (лат. Dicaeum cruentatum) — вид певчих птиц семейства цветоедовых.

## Таксономия
В составе вида выделяют 6 подвидов:
- D. c. cruentatum (Linnaeus, 1758) — номинативный подвид, встречается в восточной части Непала, северо-восточной Индии, Бангладеше, Мьянме, южном Китае, в Таиланде и Индокитае.
- D. c. batuense Richmond, 1912 — острова Бату и Ментавай на юго-западе от Суматры.

- D. c. niasense Meyer de Schauensee & Ripley, 1940 — остров Ниас.
- D. c. nigrimentum Salvadori, 1874 — Борнео.
- D. c. simalurense Salomonsen, 1961 — Симёлуэ.
- D. c. sumatranum Cabanis, 1877 — Суматра и близлежащие острова.
- D. c. ignitum Begbie, 1834 — Западная Малайзия и Риау.

В восточной части Борнео наблюдались гибриды с огненноголовым цветоедом (Dicaeum trochileum), а в Фуцзяне — с огненногрудым цветоедом.
Некоторые подвиды заметно различаются между собой, однако ситуация осложняется наличием морф «pryeri» (в первую очередь Малайский полуостров и северная территория Борнео) и «hosii» (Борнео). D. c. ignitum лишь немного отличается от номинативного и не всегда рассматривается как отдельный подвид. Кроме того, иногда из номинативного выделяются подвиды D. c. erythronotum (Китай), D. c. siamense (восточный Таиланд), D. c. coccinea (Китай) и D. c. hainanum (Хайнань). Популяция, обитающая на территории северного Борнео, тоже может представлять собой отдельный подвид.
Латинское название вида происходит от слова лат. cruentatus — «окровавленный».

## Описание

### Внешний вид
Размеры тела составляют около от 7 до 8 см. Самцы весят 5,5-8 г, вес самок составляет около 6 г.
У самцов номинативного подвида оперение верхней части головы, спины и надхвостья ярко-красные. На плечах и хвосте перья глянцевое тёмно-синие. Бока (в том числе боковые части головы и горла) чёрные. Середина горла, грудь и брюшко белые с бледно-жёлтым оттенком. У основания крыльев, ближе к груди, имеется белое пятно.
Радужка глаз коричневая, клюв и ноги чёрные или черновато-зелёные.
Верхняя часть тела самок оливковая с серым и коричневым оттенками. На спине оперение чуть более яркое, цвет может доходить до оранжевого. Надхвостье алое. Маховые и рулевые перья тёмные, почти чёрные. Горло серовато-белое. Грудь и брюшко светло-жёлтые, иногда с оливковым оттенком, бока несколько более серые. Посередине груди проходит узкая светлая полоса.
Молодые особи в целом похожи на взрослых самок, но имеют более тёмный, серовато-оливковый низ тела, оранжевый клюв (с более тёмным кончиком) и не красное, а тоже оранжевое надхвостье.
Подвид D. c. ignitum очень похож на номинативный и отличается лишь более тёмными боками. У самцов морфы «pryeri», которая составляет менее 25% популяции, горло и грудь практически полностью чёрные.
Представители D. c. sumatranum мельче номинативного подвида; имеют чёрный лоб, более светлый красный участок на верхней стороне тела; плечи более тусклые зелёные, а не синие; бока (в том числе горла и груди) дымчато-серые.
Самцы D. c. batuense отличаются от D. c. sumatranum более тёмным оперением на боках и наличием охристо-белого участка посередине подбородка, горла и груди (однако участок этот более узкий, чем у номинативного подвида). У самок светлая полоса на брюшке более узкая, чем у номинативного подвида.
Самцы D. c. niasense похожи на D. c. batuense, но плечи у них пурпурно-голубые (а не зеленовато-голубые), горло тёмно-серое, а охристо-белый участок охватывает только брюшко и горло. Самки похожи на представительниц D. c. sumatranum, но имеет более яркое желтовато-зелёное оперение на спине и более толстый клюв.
Представители подвида D. c. simalurense крупнее, чем D. c. batuense; у самцов верх тела темнее, а плечи имеют более ярко выраженный синий блеск.
Окраска оперения у самцов D. c. nigrimentum достаточно сильно варьируется: морфа «pryeri» имеет чёрное горло и верхнюю часть груди, достаточно тёмные боковые части тела; у некоторых представителей посередине горла проходит кремовая или охристая полоса, иногда она также охватывает и грудь (в этом случае на груди полоса может иметь красный оттенок); у морфы «hosii» подбородок и верхняя часть горла чёрные, а низ горла и грудь — охристо-белые.

### Голос
Песня состоит из различных звуков, таких как повторяющихся «чип-чип», мягких стрекочущих или щебечущих звуков, высоких металлических «ти-ти-ти», более мягкое короткое «суи-суи-суи» или же щебечущее «чип-чип-чип». Характерно то поднимающееся, то опускающееся «си-сип-си-сип», «ви-бит-ви-бит», пронзительное «чипи-чипи-чипи дзи-дзи-дзи» или «зикит-зикит-зикит-зикит-зи».

## Распространение
Встречается в различных лесах, включая мангровые заросли, верещатниковые, вторичные и аллювиальные лесах, на их опушках, в прибрежных зарослях кустарников, фруктовых садах, плантациях и других сельскохозяйственных насаждениях.
Обычно держится на высоте до 1000 метров над уровнем моря, но в Китае поднимается до 1200 м н.у.м., а в Непале — до 2135 м н.у.м.
Наблюдается сезонная миграция в более возвышенные районы в границах ареала.
Точное число особей неизвестно, но популяция считается стабильной.
В Непале и Бутане встречается редко; в северо-восточной Индии, Бангладеше, Мьянме, Таиланде, Западной Малайзии, а также на Суматре и Борнео вид обычен. В Китае наблюдается не слишком часто.
Ареал охватывает некоторые охраняемые территории, например: национальный парк Дибру-Сайкхова в Индии, резерват дикой природы Кхао Пра Банг в Таиланде и национальный парк Донгнай во Вьетнаме.

## Биология
Питается фруктами, в том числе плодами мунтингии, меластомы малабарской, инжира и лорантовых растений, зелёными семенами и нектаром. Помимо этого, едят насекомых и пауков. Кормится на различных высотах, обычно парами или семейными стайками.
Сезон размножения приходится на март — август (в основном май — июнь) в Непале; февраль — апрель в Мьянме; январь — апрель и июль в Таиланде; январь — июнь в Западной Малайзии; ноябрь — январь, апрель и май на территории северного Борнео; июнь — август на северо-востоке Китая. Сезон гнездования охватывает ноябрь и декабрь в Суматре; середину декабря, февраль, июнь и начало августа на Малакке. 
Птенцы были замечены в феврале в Камбодже и в октябре в Сингапуре.
Гнездо представляет собой маленький мешочек овальной или грушевидной формы размером 9 × 6 см, в верхней части которого находится входная щель. Гнездо строится из растительного пуха, травы, корешков и паутины, выстилается растительным волокном, а снаружи украшается паутиной и кусочками коры. Подвешивется к ветке на высоте 2-15 м (обычно 6-9 м) над зёмлёй.
В кладке 2—4 серовато-белых без отметин или коричневатых с редкими крапинками яйца. Яйца высиживаются обоими родителями в течение 10—11 дней. В уходе за птенцами так же участвуют как самка, так и самец.